# Battaglia di Porta Collina
La battaglia di Porta Collina ebbe luogo il 1º novembre e il 2 novembre dell'82 a.C. tra le legioni della fazione aristocratica guidata da Lucio Cornelio Silla e un esercito formato dalle legioni della fazione dei populares e dalle milizie italiche guidate dal condottiero sannita Ponzio Telesino che marciavano su Roma.
La battaglia, combattuta con estremo accanimento alle porte della città, venne vinta, dopo fasi di grande difficoltà, dall'esercito della fazione aristocratica; lo scontro decise a favore di Lucio Cornelio Silla la prima guerra civile della Repubblica romana. Dopo la battaglia Silla procedette a spietate misure punitive con l'uccisione in massa dei capi e dei soldati dell'esercito sconfitto caduti prigionieri.

## Contesto storico: la prima guerra civile
Sbarcato con cinque legioni di veterani nella primavera dell'83 a.C. a Brindisi dopo la vittoriosa guerra contro Mitridate VI del Ponto, Lucio Cornelio Silla diede inizio alla guerra civile contro la fazione democratica di Gaio Mario che, dopo la morte del generale nell'86 a.C. e di Lucio Cornelio Cinna nell'84 a.C., era priva di capi prestigiosi ed energici.
Le campagne dell'83 a.C. si conclusero senza risultati decisivi; Silla e i suoi principali luogotenenti, Quinto Cecilio Metello Pio, Marco Licinio Crasso e Gneo Pompeo ottennero alcuni successi nel Piceno, in Apulia e in Campania ma le forze democratiche erano decise a riprendere con maggiore determinazione la guerra e nell'82 a.C. furono eletti consoli il giovane ma combattivo Gaio Mario, figlio del grande generale, e l'esperto Gneo Papirio Carbone. Le forze democratiche furono rinforzate con l'afflusso di molti veterani di Mario, con milizie reclutate in Etruria e Gallia Cisalpina e soprattutto con la costituzione di un grande esercito di Sanniti e di Lucani; i Sanniti, in particolare, odiavano Silla che durante la guerra sociale aveva devastato il loro territorio con spietata durezza ed erano convinti che una vittoria dei sillani avrebbe compromesso per sempre l'autonomia e la libertà della loro regione; essi insorsero in massa e, insieme a una parte della Lucania, mobilitarono grandi forze in aiuto della fazione mariana. 

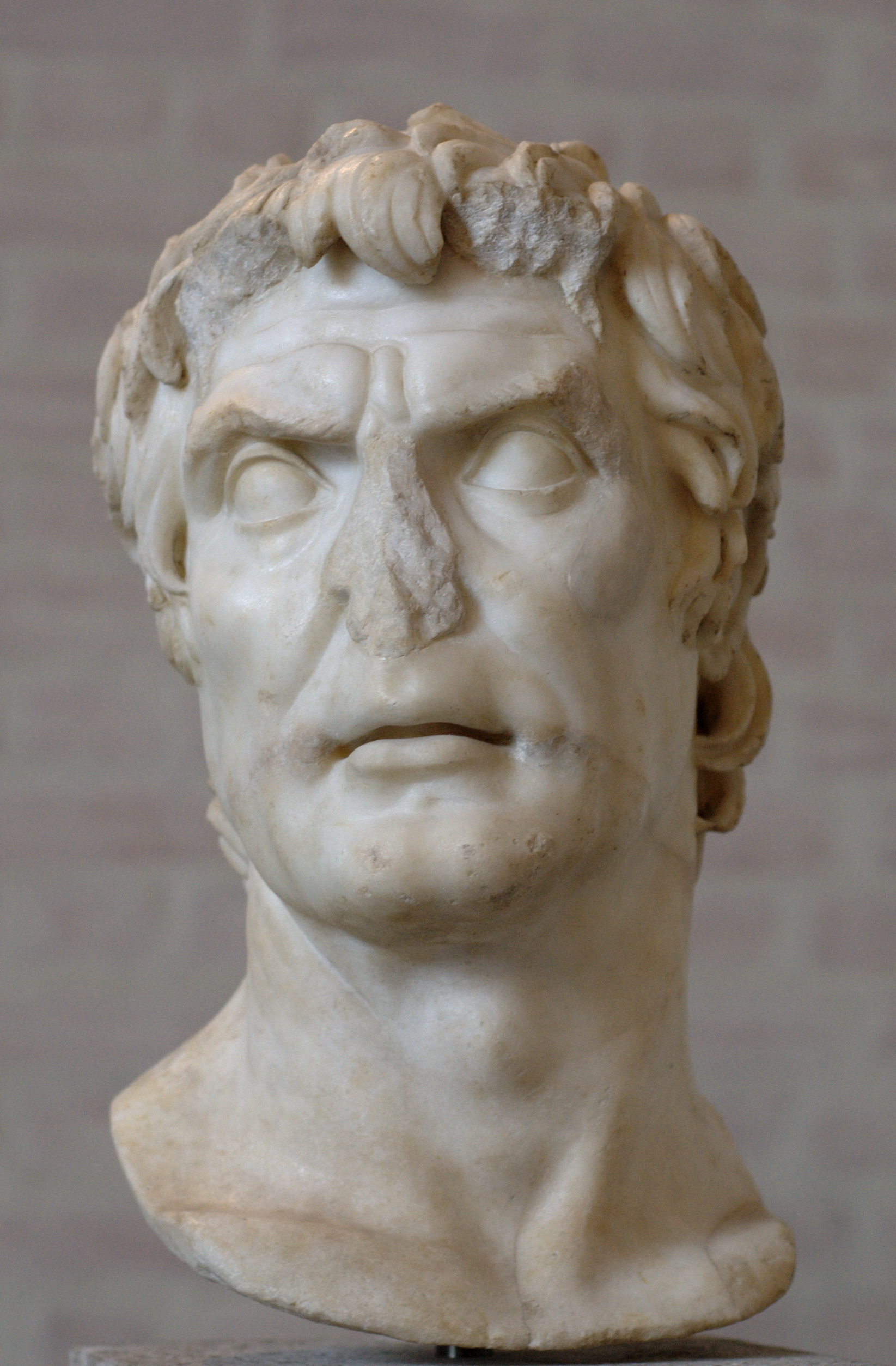
Busto di Lucio Cornelio Silla.

La campagna dell'82 a.C. ebbe inizio con l'avanzata degli eserciti sillani: Metello Pio si portò, insieme a Pompeo, nell'Italia settentrionale per affrontare le forze democratiche di Papirio Carbone, mentre Silla marciò direttamente verso Roma avanzando lungo la via Latina. Il giovane Mario, che aveva schierato il suo esercito tra Segni e Praeneste per sbarrare la via d'accesso alla capitale, venne pesantemente battuto a Sacriporto, alla periferia di Segni, e costretto a rinchiudersi con i superstiti dentro Praeneste dove venne bloccato dalle truppe lasciate da Silla al comando di Quinto Lucrezio Ofella. Il capo della fazione aristocratica, dopo aver fatto crudelmente uccidere tutti i prigionieri sanniti catturati nella battaglia, con il grosso dell'esercito proseguì verso Roma che era stata frettolosamente evacuata dalle forze mariane di Lucio Giunio Bruto Damasippo le quali, prima della ritirata, avevano infierito sugli avversari politici con crudeli persecuzioni. Cornelio Silla entrò a Roma senza incontrare resistenza.

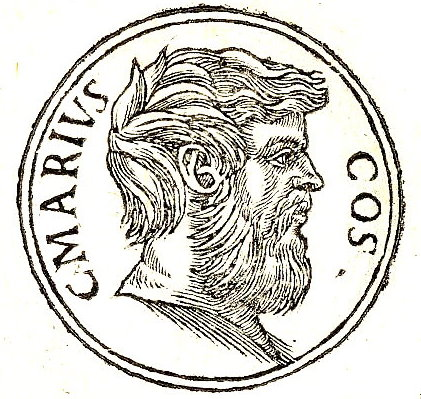
Effigie di Gaio Mario il Giovane.

Mentre il giovane Mario rimaneva bloccato a Praeneste, le operazioni belliche continuarono con esito alterno al nord e in Etruria: Pompeo e Metello Pio respinsero Papirio Carbone che tuttavia, lasciato un corpo di truppe al comando di Gaio Norbano nella Cisalpina, riuscì a discendere in Etruria dove a Chiusi riuscì a bloccare Silla che da Roma era avanzato verso nord per collaborare con Pompeo e Metello Pio. I capi della fazione mariana concentrarono i loro sforzi nel tentativo di accorrere in aiuto del giovane Mario a Praeneste; Papirio Carbone inviò a sud prima i reparti guidati da Gaio Marcio Censorino che tuttavia vennero praticamente distrutti da Pompeo e Crasso a Spoleto, quindi marciarono verso Praeneste due legioni al comando di Lucio Damasippo; nel frattempo il maggiore aiuto per gli assediati di Praeneste era in arrivo da sud dove i Sanniti guidati da Ponzio Telesino e i Lucani di Marco Lamponio avevano organizzato un grande esercito che dalla Campania avanzò verso la città assediata; queste forze, a cui si unì anche il reparto proveniente da Capua comandato da Tiberio Gutta, ammontavano a oltre 70000 combattenti.
Silla, informato della marcia dell'esercito sannita verso Praeneste in soccorso del giovane Mario, decise subito di ritornare verso sud dopo aver lasciato un reparto a controllare a Chiusi l'esercito di Papirio Carbone. Le legioni sillane arrivarono in tempo per sbarrare la strada di Praeneste all'esercito di Ponzio Telesino che aveva deviato dalla via Latina e riuscirono a fermare l'avanzata nemica; anche le Sortite dalla fortezza dei soldati del giovane Mario vennero bloccate dalle truppe di Ofella. L'arrivo del rinforzo all'esercito sannita delle due legioni inviate, al comando di Lucio Damasippo, da Papirio Carbone, non cambiò la situazione; l'assedio di Praeneste venne saldamente mantenuto dalle forze sillane.

## La battaglia

### Marcia dei Sanniti contro Roma
L'armata costituita dai Sanniti di Ponzio Telesino e dai Lucani di Marco Lamponio era stata quindi bloccata sulla via di Preneste dalle legioni di Cornelio Silla che avevano respinto tutti i tentativi di avanzare in soccorso della guarnigione assediata del giovane Mario. Nel frattempo l'andamento della guerra negli altri teatri dei combattimenti era sempre più favorevole alla fazione sillana; nella Gallia Cisalpina, Gaio Norbano dopo alcuni successi era stato sbaragliato da Metello Pio a Faenza e il suo esercito era stato distrutto, Norbano fuggì a Rodi e parte delle residue truppe mariane passarono al nemico. In Etruria, Papirio Carbone, scoraggiato dalle cattive notizie e temendo di essere accerchiato dal raggruppamento di tutti gli eserciti sillani, decise di abbandonare il campo e fuggì in Africa; le sue truppe in parte furono distrutte a Chiusi dall'esercito di Gneo Pompeo; Gaio Albino Carrina invece raccolse i superstiti e decise coraggiosamente di scendere verso sud per unirsi all'esercito di Ponzio Telesino fermo sulla via di Praeneste.

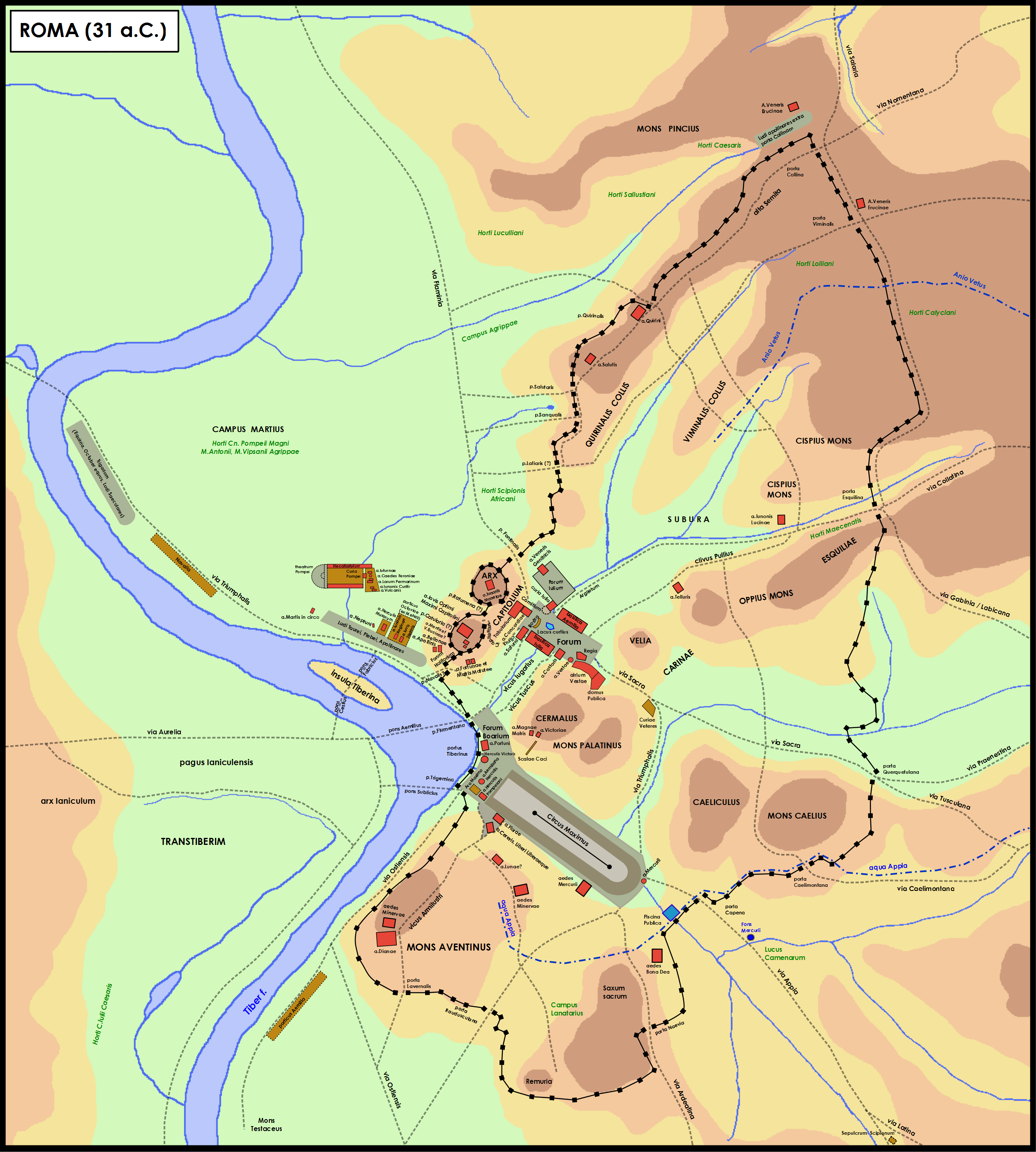
Roma antica nel I secolo a.C.; in alto a destra sono indicate la Porta Collina e il tempio di Venere Ericina.

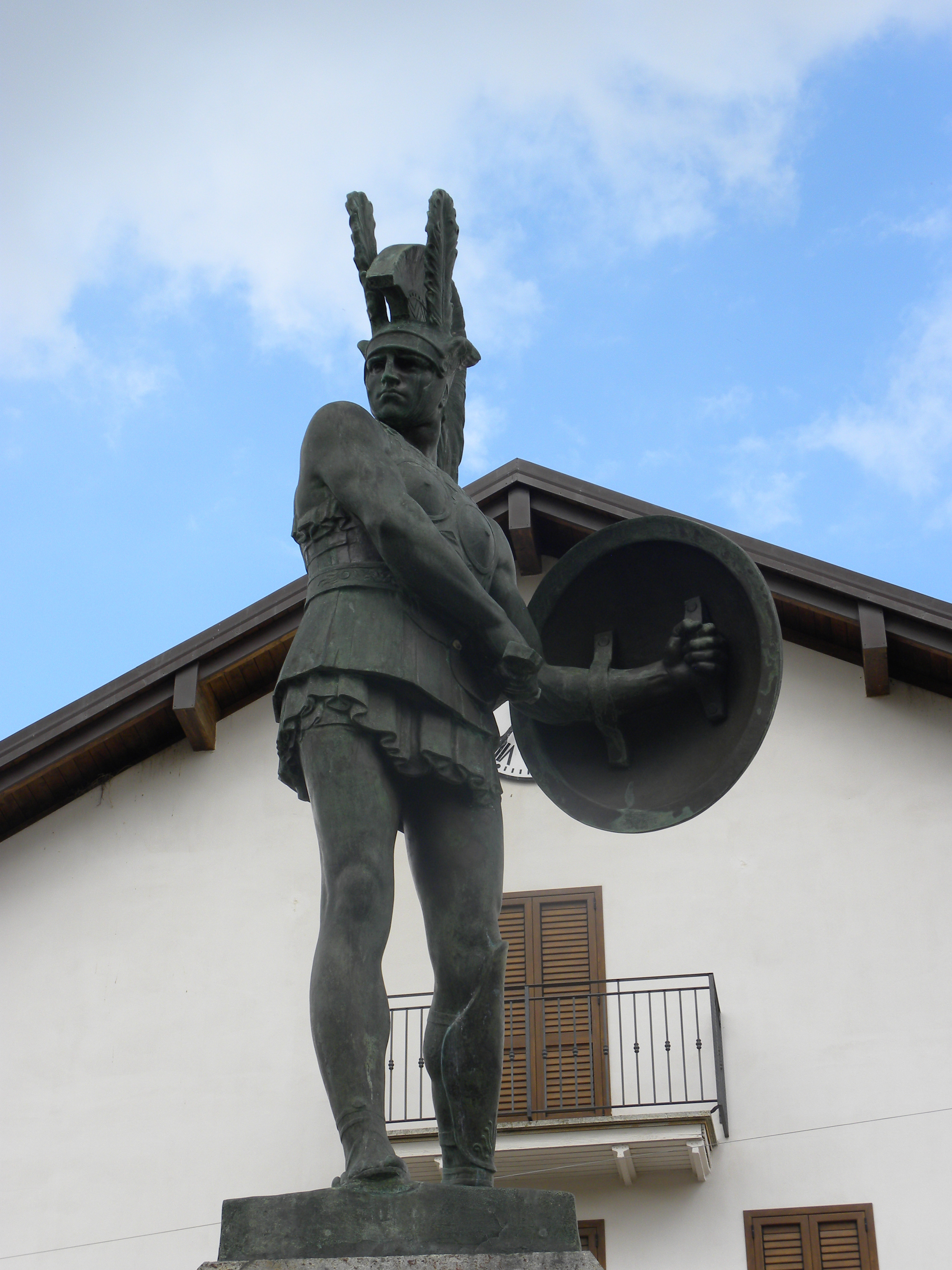
Statua a Pietrabbondante raffigurante un guerriero sannita.

La situazione dell'esercito sannitico concentrato vicino a Praeneste rischiava di deteriorarsi nonostante i rinforzi portati prima da Damasippo e poi da Carrina; lo sbarramento dei sillani a protezione del fronte di assedio contro il giovane Mario rimaneva insuperabile e inoltre era atteso l'arrivo da nord dell'esercito di Gneo Pompeo proveniente dall'Etruria dopo la disfatta di Papirio Carbone. L'esercito romano-sannita poteva essere preso in mezzo e accerchiato. In questa situazione i capi democratici, su iniziativa soprattutto dell'energico e combattivo Ponzio Telesino, presero un'audace decisione strategica. Venne quindi deciso di rinunciare a rompere l'assedio di Praeneste e invece marciare direttamente contro Roma che, priva in quel momento di valide difese, appariva esposta ad un attacco di sorpresa condotto passando lungo la via Latina. La temeraria avanzata contro la città era rischiosa dal punto di vista strategico e rendeva a sua volta vulnerabili le vie di comunicazione dell'esercito romano-sannita, ma è verosimile che i capi democratici, e in particolare Ponzio Telesino, fossero esasperati dai ripetuti fallimenti e mirassero soprattutto a compiere una sanguinosa vendetta contro la città nemica. Ponzio Telesino e i suoi guerrieri sanniti erano determinati a combattere un'ultima, decisiva battaglia per difendere la libertà e l'esistenza del loro popolo e infliggere una crudele punizione all'odiato nemico romano, distruggendo completamente la città e annientandone gli abitanti. Consapevoli di compiere una missione di sacrificio che non avrebbe probabilmente evitato la sconfitta finale, Ponzio Telesino e i suoi guerrieri marciarono contro Roma con determinazione e furore per distruggere il "covo dei lupi romani".
L'esercito romano-sannita guidato da Ponzio Telesino insieme al lucano Lamponio e ai capi democratici Carrina, Damasippo e Censorino, quindi in piena notte abbandonò il territorio di Praeneste e avanzò rapidamente lungo la via Latina verso Roma che distava solo una giornata di marcia; le truppe non incontrarono praticamente opposizione; dopo essere giunte in un primo momento a 100 stadi dalla città, nel territorio dei colli Albani, le milizie romano-sannite all'alba del 1º novembre dell'82 a.C. arrivarono, percorrendo strade secondarie, alla periferia di Roma. Ponzio Telesino, esaltato dal successo e pienamente fiducioso, accampò il suo esercito a dieci stadi dalla Porta Collina; nel vecchio accampamento sulla via Nomentana apprestato anni prima da Gneo Pompeo Strabone. La situazione di Roma, quasi indifesa, appariva tragica; la capitale rischiava una nuova devastazione e il saccheggio come il Sacco di Roma (390 a.C.) ad opera dei Galli.

### Arrivo di Silla e combattimenti alle porte di Roma
Il pericolo che stava correndo la città di Roma era gravissimo; Ponzio Telesino sembrava un nuovo Annibale ben determinato, senza indecisioni e dubbi, a infierire sulla capitale nemica le cui difese erano estremamente deboli; all'alba del 1º novembre gruppi di cavalieri reclutati tra la gioventù della città uscirono coraggiosamente al comando di Appio Claudio per affrontare il nemico, ma il grande esercito mariano-sannitico disperse facilmente queste truppe e lo stesso comandante venne ucciso. Dentro Roma si scatenò il panico, ci furono episodi di disperazione e tumulto tra la popolazione timorosa di un "bagno di sangue".
Silla era venuto a conoscenza dell'inattesa e audace marcia dell'esercito di Ponzio Telesino verso Roma e, non appena seppe che l'esercito nemico aveva abbandonato il fronte di Praeneste e stava avanzando a marce forzate lungo la via Latina, partì subito con il suo esercito per accorrere in soccorso della capitale. I primi reparti sillani, settecento cavalieri al comando di Ottavio Balbo, giunsero infatti al primo mattino del 1º novembre e rafforzarono il morale dei cittadini sotto attacco; Balbo, dopo una brevissima sosta, fece subito intervenire i suoi soldati contro le truppe nemiche. Silla giunse con le legioni a mezzogiorno dopo un'estenuante marcia forzata da Praeneste; egli fece schierare le truppe vicino al tempio di Venere Ericina, nei pressi dell'odierna Porta Pia, e ordinò ai primi reparti arrivati di portarsi, dopo un breve ristoro, direttamente in prima linea per attaccare il nemico. Nonostante i consigli dei suoi luogotenenti Gneo Cornelio Dolabella e Lucio Manlio Torquato, che lo invitavano a ritardare il combattimento generale e dare tempo ai legionari di riposare dopo la marcia prima di affrontare il temuto nemico sannita, Silla temeva disordini e il diffondersi del terrore in Roma durante la notte e decise di non esitare e di iniziare la battaglia campale nel pomeriggio stesso del 1º novembre 82 a.C. Il segnale di battaglia venne dato all'ora decima, tra le ore 15.00 e le 16.00.
La battaglia, ingaggiata mentre già la visibilità si stava riducendo, fu accanita e drammatica; l'esercito sannita combatté con estremo accanimento e Ponzio Telesino cercò di galvanizzare i suoi guerrieri cavalcando personalmente in prima linea lungo le file affermando trionfalmente che Roma stava per essere distrutta, che i predatori della libertà d'Italia, raptores italicae libertatis, sarebbero stati annientati, che era arrivato il giorno della vendetta e che era necessario distruggere completamente il "bosco" in cui trovavano rifugio i "lupi" romani per liberare per sempre i popoli italici.

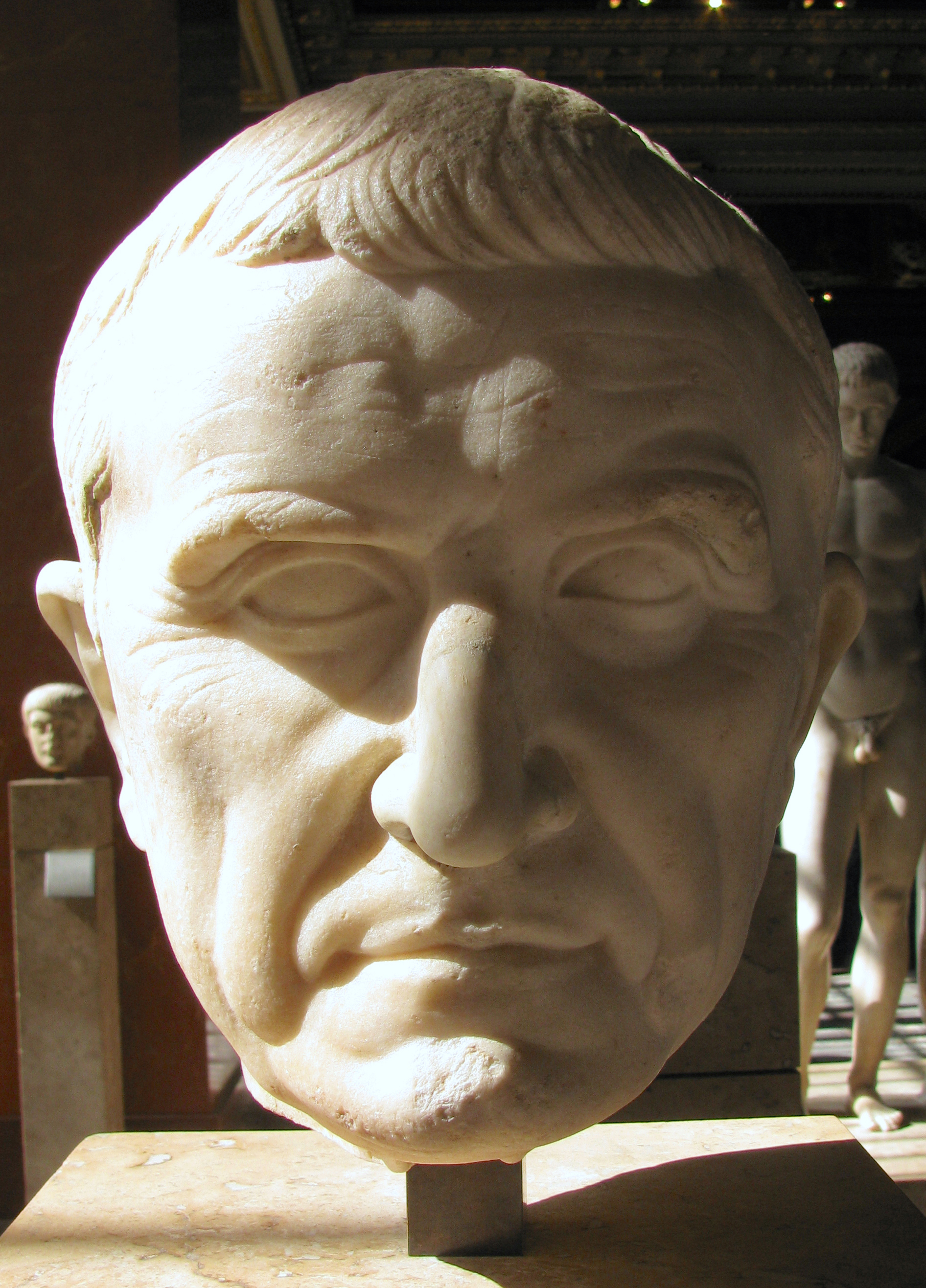
Testa di Marco Licinio Crasso.

All'inizio della battaglia l'ala sinistra dell'esercito romano si trovò in grande difficoltà sotto l'attacco dei sanniti e Silla accorse personalmente sul posto per controllare la situazione e rafforzare la resistenza; anche il condottiero romano cavalcò nelle prime file e rischiò di essere ucciso dalle lance scagliategli da alcuni nemici che lo avevano riconosciuto. Silla, superstizioso e religioso, invocò il dio Apollo per averlo protetto e richiese il suo aiuto nella battaglia; egli incitò i suoi legionari e giunse fino alle minacce per scuoterli e spingerli a resistere. In realtà la situazione dell'ala sinistra romana non migliorò, le truppe si sbandarono, molti caddero sul campo, altri fuggirono verso le mura della città; nella confusione della ritirata morirono anche molti cittadini che erano usciti per osservare i combattimenti. Si diffusero lugubre voci sulla disfatta romana e sulla presunta morte di Silla; queste notizie raggiunsero anche il campo di Praeneste dove a Quinto Ofella fu annunciato che la battaglia era perduta.
Silla, per evitare una rotta incontrollata, fece chiudere le porte delle mura e alla fine le truppe, senza via di scampo, riuscirono a riorganizzarsi, ripresero a combattere ed evitarono la completa sconfitta dell'ala sinistra; progressivamente i legionari di Silla presero l'iniziativa e un'ora dopo il tramonto passarono all'attacco riguadagnando lentamente terreno contro l'esercito sannita, gli accaniti combattimenti continuarono durante la notte. Nel frattempo, mentre si combatteva una disperata battaglia sull'ala sinistra, sull'ala destra le legioni veterane sillane, al comando di Marco Licinio Crasso, avevano raggiunto un completo successo. Le truppe di Crasso travolsero i reparti avversari costituiti dai resti delle forze mariane di Carrina e Damasippo e inseguirono il nemico fino al cader della notte, raggiungendo la cittadina di Antemnae, a nord di Roma nel luogo dove il fiume Aniene confluisce nel Tevere; Crasso aveva fatto fermare a questo punto i suoi legionari e inviato messaggeri a Silla per informarlo della vittoria. Gli inviati arrivarono in piena notte e comunicarono al comandante in capo che i nemici erano stati sconfitti e avevano subito gravissime perdite; Crasso chiedeva vettovagliamento per i suoi valorosi soldati.
Al primo mattino del 2 novembre anche l'ala sinistra sillana infine, dopo aver combattuto tutta la notte, ebbe il sopravvento sui sanniti e completò la vittoria; Silla raggiunse personalmente Antemnae dove riuscì ad ottenere la defezione di un corpo di truppe nemiche di circa 3000 uomini che cambiarono campo in piena battaglia e attaccarono i propri commilitoni accrescendo la confusione e accelerando la vittoria dell'esercito sillano. Roma scampò quindi alla vendetta dei Sanniti e la battaglia terminò con la quasi totale distruzione dell'esercito mariano-italico; sul campo venne ritrovato, ormai morente ma ancora irriducibile, il capo sannita Ponzio Telesino che aveva combattuto fino all'ultimo; il giorno seguente caddero prigionieri invece i capi mariani Carrina, Censorino e Damasippo.
Dopo la vittoria Silla fu spietato contro i vinti e in particolare contro i Sanniti che avevano messo in così grave pericolo la sorte di Roma; oltre 3000 prigionieri vennero uccisi barbaramente tre giorni dopo la battaglia nel campo di Marte con una crudele dimostrazione di implacabile ferocia che terrorizzò i senatori romani riuniti vicino al luogo delle esecuzioni; altre fonti riferiscono che i soldati nemici eliminati sommariamente furono oltre 8000, in grande maggioranza sanniti. Silla inoltre fece tagliare la testa di Ponzio Telesino, del suo luogotenente lucano Lamponio e non risparmiò i capi mariani catturati: anche Carrina, Damasippo e Censorino furono uccisi e decapitati.

## Bilancio e conseguenze
La battaglia di Porta Collina fu aspramente combattuta ed estremamente sanguinosa; secondo Appiano i morti complessivi delle due parti furono di circa 50000 uomini; dopo la vittoria e la crudele esecuzione dei prigionieri sanniti, Silla decise di sfruttare rapidamente il successo per demoralizzare con un'altra esibizione di ferocia l'esercito mariano ancora assediato a Praeneste. Il condottiero romano inviò ad Ofella le teste di Ponzio Telesino, Carrina, Damasippo e Censorino. Questi macabri trofei vennero esposti in vista degli assedianti e poi gettati nel campo nemico, provocando demoralizzazione e disperazione nelle file mariane.

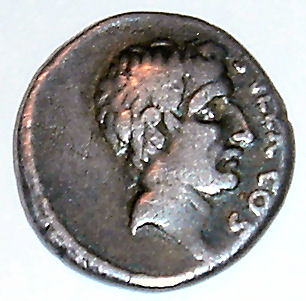
Moneta con effigie di Lucio Cornelio Silla.

Dopo un disperato tentativo di fuga, il giovane Gaio Mario e il fratello minore di Ponzio Telesino si suicidarono per non cadere in mani nemiche e la fortezza di Praeneste infine si arrese alle truppe sillane di Quinto Ofella; i difensori avevano deciso di cessare la resistenza anche perché assicurati da emissari che sarebbero stati trattati con moderazione ma nella realtà Silla fu implacabile e spietato nella sua vendetta. Una parte dei prigionieri furono risparmiati, ma i cittadini di Praeneste, tutti i Sanniti e i senatori romani catturati furono inesorabilmente uccisi; la città venne devastata e saccheggiata.
Dopo la decisiva battaglia di Porta Collina e la caduta di Praeneste, Lucio Cornelio Silla aveva ormai raggiunto la vittoria e il completo predominio politico a Roma anche se gli ultimi focolai di resistenza dei mariani e degli italici prolungarono la guerra in Campania e in Etruria fino all'80 a.C. I capi sopravvissuti della fazione democratico-mariana cercarono scampo fuori dall'Italia per riorganizzare le forze superstiti ma furono rapidamente sconfitti dai luogotenenti di Silla tranne Quinto Sertorio che, dopo essere stato inizialmente respinto dalla Spagna, riuscì a ritornare nella penisola iberica organizzando un vasto stato autonomo che sopravvisse per alcuni anni. Gneo Papirio Carbone e Gneo Domizio Enobarbo, il genero di Cornelio Cinna, invece vennero successivamente attaccati da Gneo Pompeo che con numerose legioni in un primo tempo sbarcò in Sicilia dove Carbone venne vinto e ucciso; subito dopo il giovane Pompeo si portò in Africa dove sconfisse rapidamente e fece mettere a morte anche Domizio Enobarbo. Pompeo quindi fece ritorno in Italia con la reputazione di eccellente generale ma anche di spietato adulescentulus carnifex. Cornelio Silla peraltro, pur infastidito dall'ambizione e dall'indipendenza del giovane generale, apprezzò l'operato del suo luogotenente che aveva posto fine agli ultimi focolai di resistenza democratica.

### Fonti primarie
- (GRC) Appiano di Alessandria, Historia Romana (Ῥωμαϊκά), I, Guerre civili. Versione in inglese qui Archiviato il 20 novembre 2015 in Internet Archive..
- (GRC) Plutarco, Vite parallele (Βίοι Παράλληλοι), Vita di Crasso. Versione in inglese qui
- (GRC) Plutarco, Vite parallele (Βίοι Παράλληλοι), Vita di Silla. Versione in inglese qui
- (LA) Gaio Velleio Patercolo, Storia romana, II. Versione in inglese qui

### Fonti moderne
- Giuseppe Antonelli, Pompeo. Il grande antagonista di Giulio Cesare, Roma, Newton & Compton editori, 2005, ISBN 88-541-0291-1.
- Theodor Mommsen, Storia di Roma antica, vol.II, tomo I, Milano, Sansoni, 2001, ISBN 978-88-383-1882-5.
- Howard H.Scullard, Storia del mondo romano. Dalle riforme dei Gracchi alla morte di Nerone, vol. II, Milano, BUR, 1992, ISBN 88-17-11574-6.
- Ronald Syme, La rivoluzione romana, Torino, Einaudi, 2014, ISBN 978-88-06-22163-8.
- Angelo Luttazzi, Sacriporto. Luogo della battaglia combattuta tra Silla ed il figlio di Mario nell'82 a.C., “Studi e Ricerche sull'Ager Signinus”, 3, Colleferro, 2004.